# Caranx crysos
Caranx crysos es una especie de peces de la familia Carangidae en el orden de los Perciformes.

## Morfología
Los machos pueden llegar alcanzar los 70 cm de longitud total y los 5.050 g de peso.

## Distribución geográfica
Se encuentra en las  costas del  Atlántico oriental (desde el Senegal hasta Angola, incluyendo el oeste del Mediterráneo ) y del  Atlántico occidental (desde Nueva Escocia en Brasil, incluyendo el Golfo de México y el Mar Caribe).